# Nordhastedt
Nordhastedt ist eine Gemeinde im Kreis Dithmarschen in Schleswig-Holstein.

## Geografie

### Lage
Die Gemeinde liegt zentral im Kreis, nächstgelegene Stadt ist Heide. Die Gemeinde liegt in der Heide-Itzehoer Geest und ist somit hügelig geprägt. Der tiefste Punkt liegt in den Moorgebieten mit 0,2 Meter über NN, der höchste bei 67 Meter über NN. Der Ortsteil Fiel beherbergt das Naturschutzgebiet Fieler Moor.

### Gemeindegliederung
Zur Gemeinde gehören die Ortsteile Fiel, Osterwohld und Westerwohld sowie die Siedlungen Lübschen, Nordhastedterfeld und Riese. Sie liegt am Rand des Riesewohlds, des größten Dithmarscher Waldes. In Westerwohld war bis 1840 eine Ziegelei in Betrieb.

### Nachbargemeinden
Nachbargemeinden sind im Uhrzeigersinn im Nordwesten beginnend die Stadt Heide und die Gemeinden Gaushorn, Schrum, Arkebek, Odderade und Sarzbüttel, die Stadt Meldorf sowie die Gemeinde Hemmingstedt (alle im Kreis Dithmarschen).

## Geschichte
Nordhastedt wurde zuerst 1140 als Herstide erwähnt, 1168 in einer anderen Quelle. Im Jahre 1281 existierte das Kirchspiel Herstede. In einem Verzeichnis der Propstei Hamburg vom Jahr 1347 wurde die Kirche in Nordhastedt unter dem Namen Repherstede erwähnt.
Im Jahr 1506 wurde Nordhastedt von der Pest schwer heimgesucht.
In Nordhastedt-Westerwohld gab es eine Pulvermühle bis 1578, danach Wassermühle. Die Katharinenkirche, deren Ursprünge im 14. Jahrhundert liegt, ist ebenso denkmalgeschützt, wie das älteste erhaltene Wohnhaus aus dem Jahr 1812. Alte Knickharfen in Osterwohld sind als Naturdenkmale ausgezeichnet. Die Gemeinde wurde mehrmals beim Wettbewerb „Unser Dorf soll schöner werden“ prämiert.
Am 1. April 1934 wurde die Kirchspiellandgemeinde Nordhastedt aufgelöst. Alle ihre Dorfschaften, Dorfgemeinden und Bauerschaften wurden zu selbständigen Gemeinden/Landgemeinden, so auch ihr Hauptort Nordhastedt.

### Einwohnerzahlen
- 1855: 0607 Einwohner
- 1875: 0977 Einwohner
- 1885: 1027 Einwohner
- 1895: 1058 Einwohner
- 1905: 1182 Einwohner
- 1925: 1339 Einwohner
- 1939: 1379 Einwohner
- 1950: 2572 Einwohner
- 1961: 1840 Einwohner
- 1970: 1900 Einwohner

### Eingemeindungen
Am 1. April 1936 wurden Osterwohld und Westerwohld eingemeindet. Beide Gemeinden waren nach der Auflösung der Kirchspielslandgemeinde für zwei Jahre selbständig.
Am 1. Januar 1974 wurde die bis dahin selbständige Gemeinde Fiel eingemeindet.

## Politik

### Gemeindevertretung
Bei der Kommunalwahl am 14. Mai 2023 wurden insgesamt 17 Sitze vergeben. Von diesen erhielt die CDU neun Sitze, die SPD fünf Sitze und die Unabhängige Wählergemeinschaft Nordhastedt drei Sitze.

### Wappen
Blasonierung: „In Silber eine mit einer gefällten Hellebarde bewaffnete, mit bloßen Füßen in niedrigem Wasser watende Frauengestalt in Altdithmarscher Tracht mit goldgesäumtem, golden gegürtetem grünen Rock mit reicher goldener Brustverzierung und roter, mit einem breiten goldenen Knopfband verzierter Kagel.“

## Wirtschaft und Infrastruktur
Die wirtschaftliche Bedeutung der Gemeinde Nordhastedt ist geprägt von traditioneller Landwirtschaft, kleinstädtischem und ländlichem Handwerk. Träger der Infrastruktur sind der Supermarkt, die Landbäckerei, die zwei Gaststätten, eine Eisdiele, die zwei Bankfilialen, die Hausarztpraxis, die Zahnarztpraxis und die Tierarztpraxis.

### Verkehr
Nordhastedt liegt an der von der Nordbahn Eisenbahngesellschaft betriebenen Eisenbahnstrecke Büsum–Heide (Holstein)–Neumünster mit Halt alle zwei Stunden in beiden Richtungen. Regelmäßigen Busverkehr gibt es nach Albersdorf (Holstein), Heide (Holstein), Meldorf und Neumünster.

### Bildung
In der Gemeinde gibt es eine Grundschule, die Maria-Jessen-Schule, unterstützt durch einen privaten Förderverein, und zwei Kindergärten, die durch einen Neubau der Gemeinde 2016 erweitert wurden, den Ev. Katharinen-Kindergarten und einen Waldkindergarten. Der Ort verfügt im Gemeindezentrum Ole Schriewerie über eine eigene Volkshochschule mit Bücherei. Dort finden zahlreiche Kunst- und Musikveranstaltungen sowie Vortragsveranstaltungen statt. Gleich daneben – mitten im Ortskern – befinden sich Hinweise auf den Waldlehrpfad am Freibad.

## Kultur und Sehenswürdigkeiten

### Schwimmbad
Die Gemeinde Nordhastedt betreibt ein solarbeheiztes Freibad als öffentliche Einrichtung, unterstützt durch den privaten Förderverein Waldschwimmbad. Vor dem Freibad lädt der Mühlenteich zum Tretbootfahren und Wandern ein.

### Wanderwege Nordhastedt
Nordhastedt hat schöne Wanderwege. Rund um Nordhastedt liegt das größte geschlossene Waldgebiet des Kreises Dithmarschen, teilweise Naturschutzgebiet. Sieben ausgewiesene Wanderwege mit 25 km Wanderstrecke machen Nordhastedt attraktiv für Einwohner, Dithmarscher und Touristen.

### Klimawälder
Im Gemeindegebiet hat die Stiftung Klimawald bisher vier öffentlich zugängliche Klimawälder gepflanzt. Die erste Pflanzung erfolgte 2014 im Bereich Schusterkoppel.

### Sport
Für den Sport sind vorhanden:
- eine Mehrzweckhalle[14] in Passivhausbauweise
- zwei Sportplätze (Rasensportplatz an der Schule bzw. Mehrzweckhalle und Rasensportplatz Merjenhemmsweg, jeweils Turniergröße)

### Denkmale
In der Liste der Kulturdenkmale in Nordhastedt stehen die in der Denkmalliste des Landes Schleswig-Holstein eingetragenen Kulturdenkmale.

## Regelmäßige Veranstaltungen

### Frunsbeer
Das in Nordhastedt gefeierte Frunsbeer (Frauenfest) geht auf eine Sage aus dem 16. Jahrhundert zurück. Eine im Riesewohld hausende und vagabundierende Räuberbande soll damals nur durch die tatkräftige Mithilfe von Maria Jessen (die heute auch Wappenfigur der Gemeinde ist) und den Nordhastedter Frauen mit Hilfe von Küchengeräten und kochendem Brei zurückgeschlagen, überwältigt und teilweise im Riesewohld aufgeknüpft worden sein. Dieses Ereignis wird alle drei Jahre geehrt. Das Fest beginnt mit einem Freilichtspiel, in dem die „historische“ Szene in Originaltracht nachgestellt wird. Es folgt ein Festumzug durch den mit Eichenlaub geschmückten Ort und eine abschließende abendliche Tanzveranstaltung. Im Festzelt hängt unter der Decke ein Pantoffel zum Zeichen, dass an diesem Abend die Frauen das Regiment haben. Es ist keinem Mann an diesem Abend erlaubt, einen Tanz auszuschlagen, zu dem er von einer Frau aufgefordert wird.

### Weihnachtsmarkt
Der Nordhastedter Weihnachtsmarkt findet seit 2014 jeden zweiten Advent in der großen Mehrzweckhalle statt.

## Herbert Feuchte Stiftungsverbund
In Nordhastedt sind zwei Wohneinrichtungen ansässig, die Begleitung und Betreuung für mehrfachbehinderte hörsehgeschädigte bzw. taubblinde Erwachsene anbieten. Träger dieser Einrichtungen ist die Herbert Feuchte Stiftungsverbund gGmbH. Die Ausstattung des Nordhastedter Bahnhofes mit Taststeinen trägt dazu bei, alltägliche Barrieren für Menschen mit Behinderung abzubauen.

## Mit Nordhastedt verbundene Persönlichkeiten
- Elisabeth Hablik-Lindemann (* 1879 in Westerwohld als Abeline Elisabeth Lindemann; † 1960 in Itzehoe), deutsche Kunstgewerblerin, Handwebermeisterin und Bildwirkerin
- Hans Kummerfeldt (* 1887 in Boizenburg; † 1963 in Nordhastedt), Schmiedemeister und Politiker (NSDAP)
- Friedrich Wiese (* 1892 in Nordhastedt; † 1975 in Gießen), General der Infanterie in der Wehrmacht
- Hans-Jakob Tiessen (* 1948 in Nordhastedt), Jurist, Landrat und Energiemanager, Präsident des Landessportverbandes Schleswig-Holstein
- Stefan Peters (* 1982 in Heide), Politikwissenschaftler und Friedensforscher, Professor für Internationale Beziehungen und Friedensforschung an der Justus-Liebig-Universität Gießen und Direktor des Instituto Colombo-Alemán para la Paz (CAPAZ) in Bogotá.

## Bilder

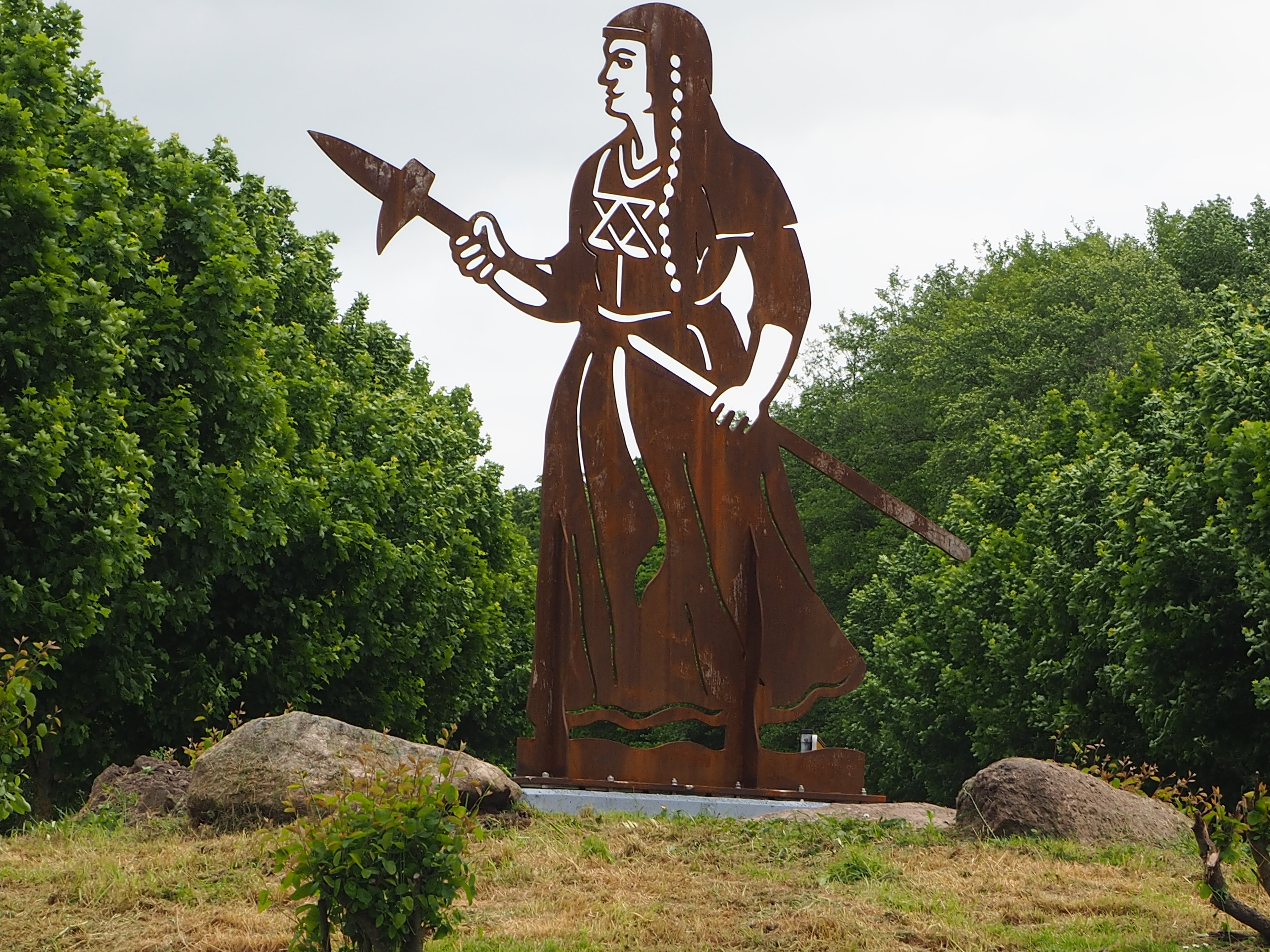
Wappenfigur der Gemeinde: Maria Jessen, Skulptur aus Blech, auf dem Kreisel Richtung Heide bzw. Albersdorf (2017)
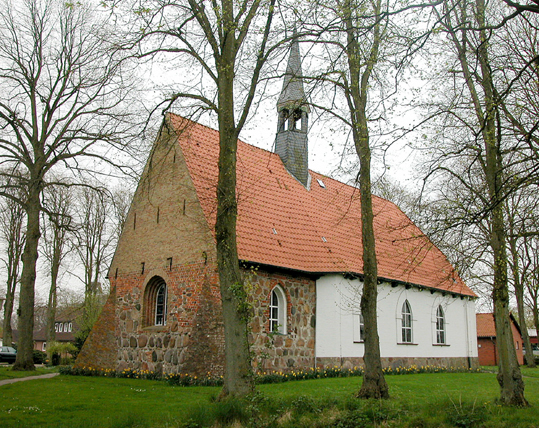
Die Katharinenkirche in Nordhastedt
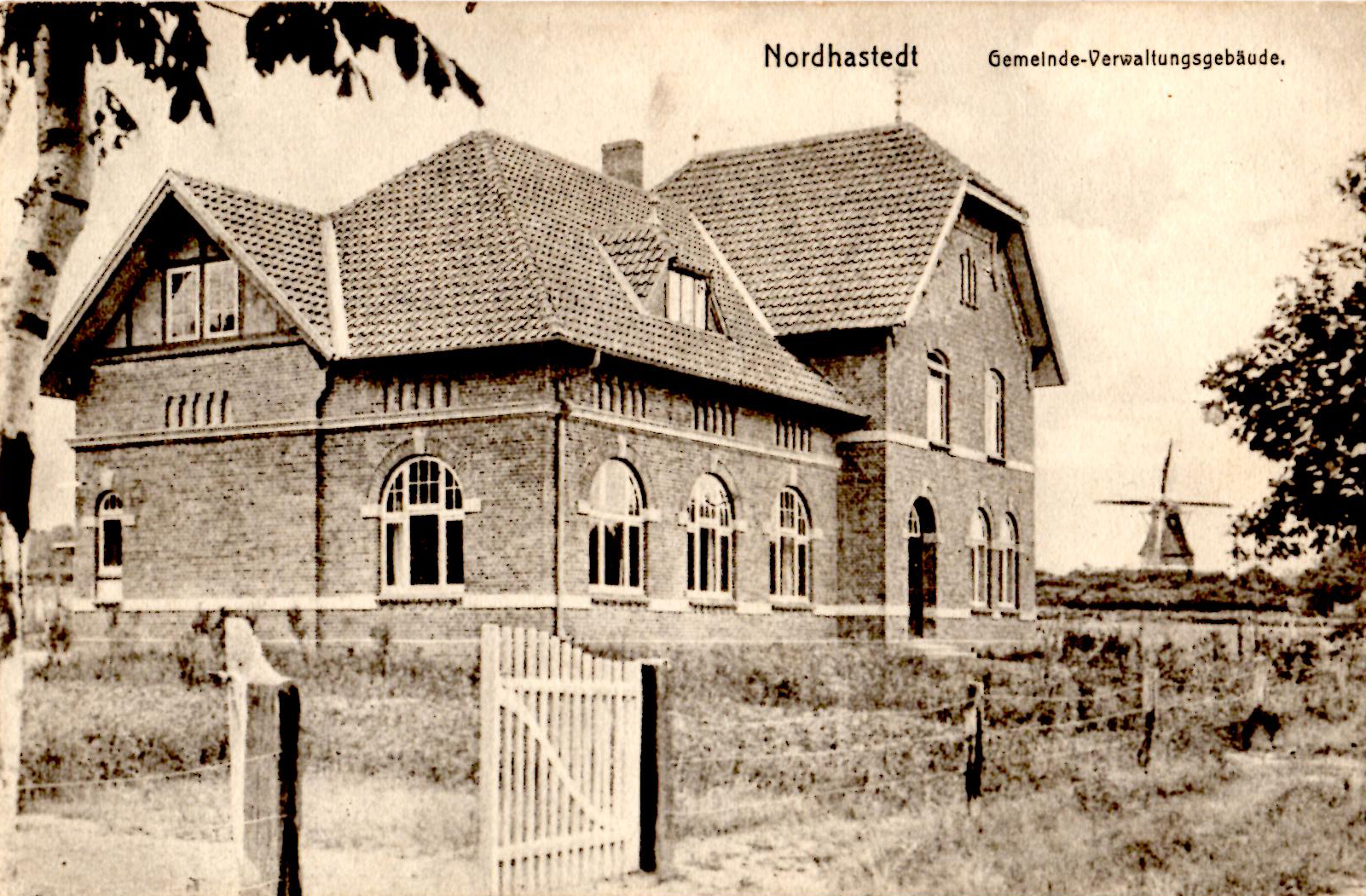
Historisches Bild: Nordhastedts altes Gemeindeverwaltungsgebäude von 1908
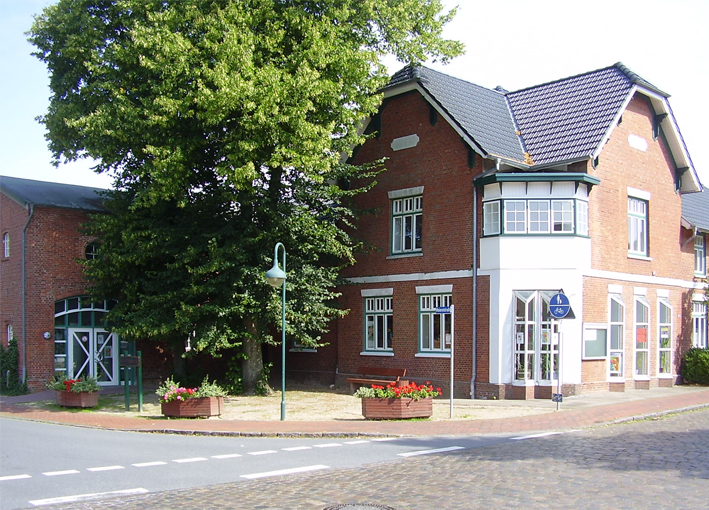
„Ole Schriewerie“ in Nordhastedt mit Bücherei, VHS, Standesamt und Bürgermeisteramt
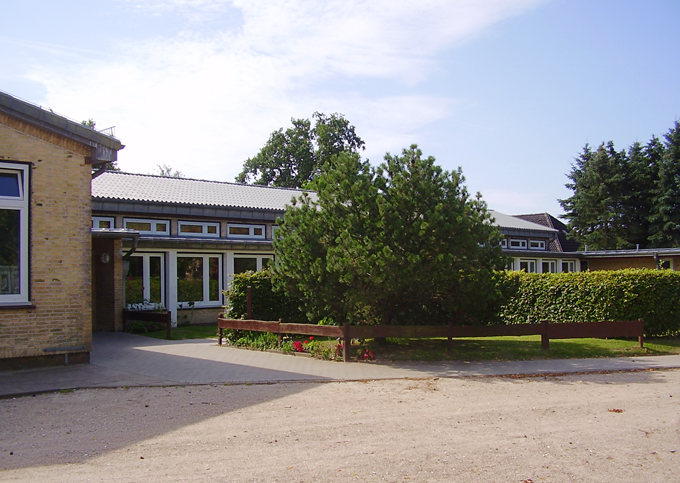
Nordhastedt Grundschule, Maria-Jessen-Schule
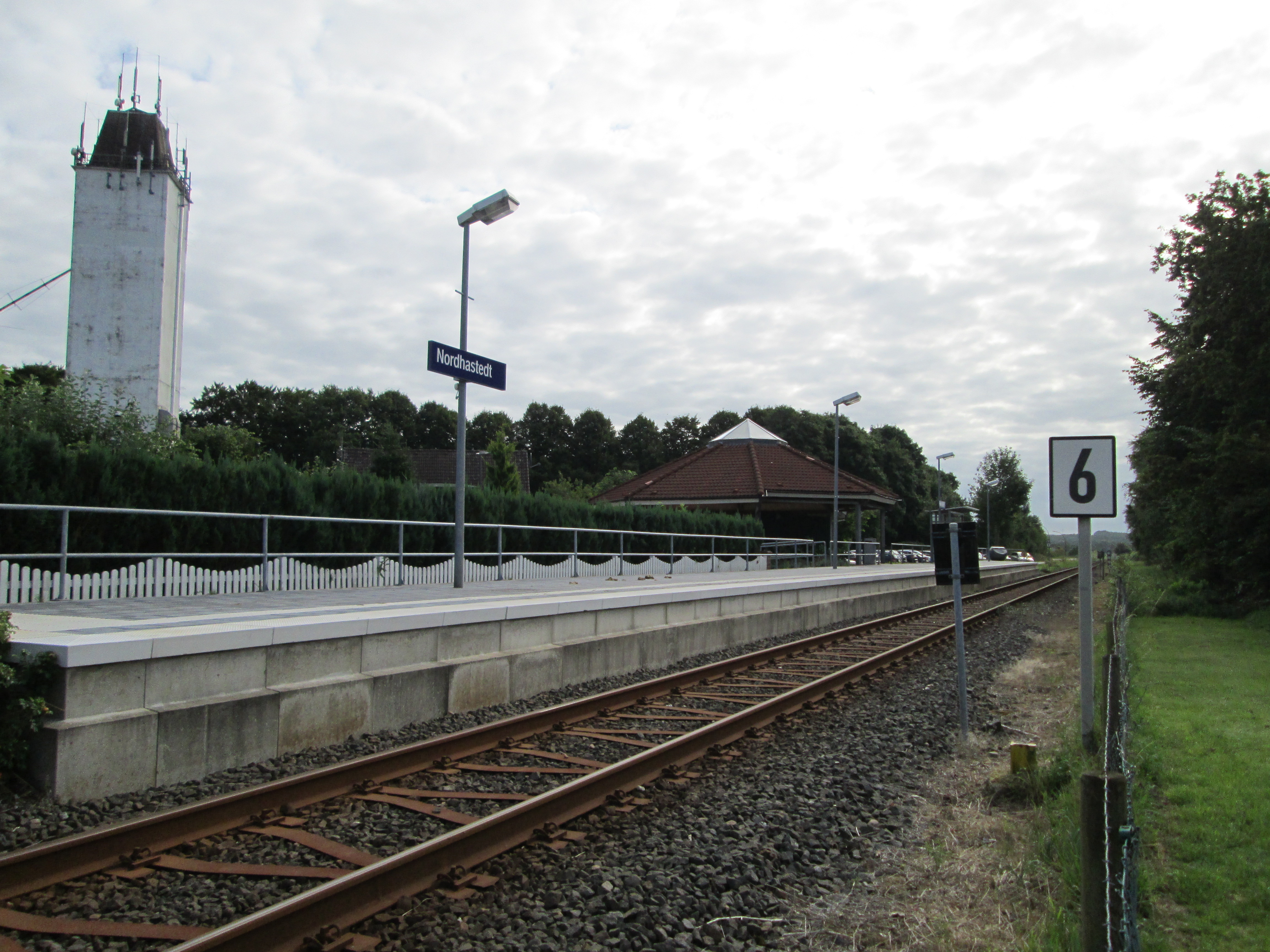
Bahnhof Nordhastedt der Regionalbahn, renoviert 2013
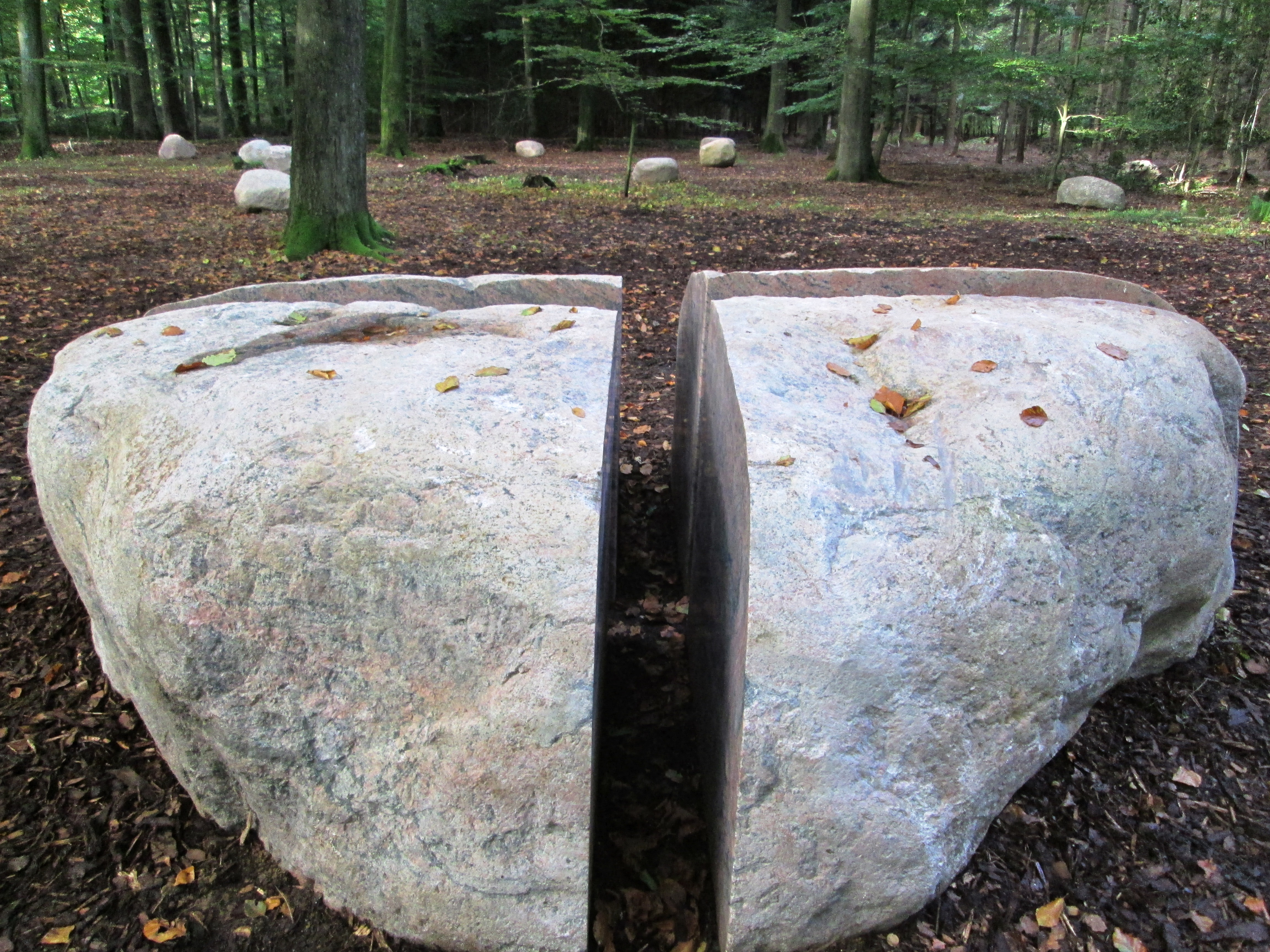
Neuer Waldfriedhof 2013 Nordhasted-Osterwohld
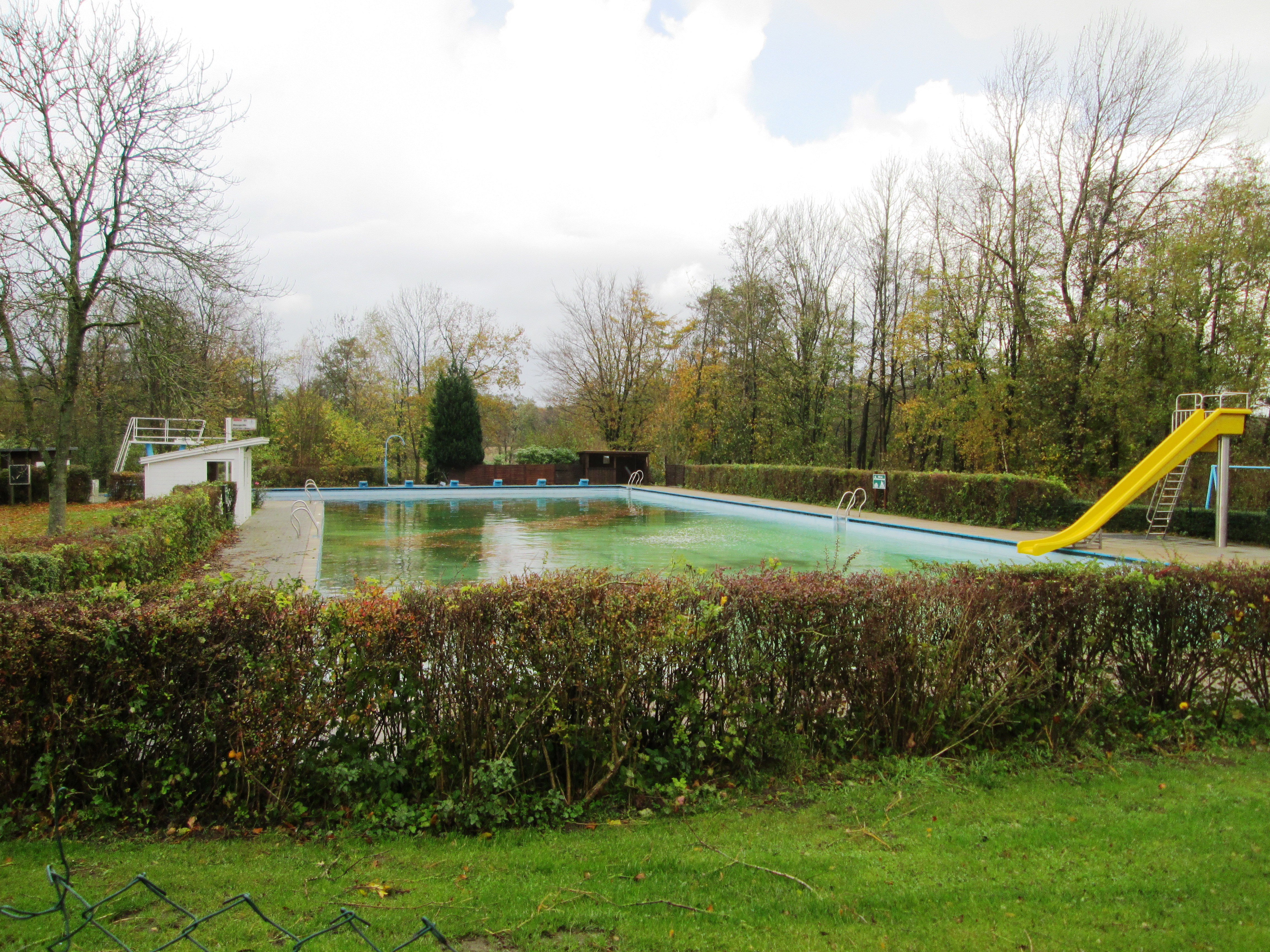
Heutiges, solarbeheiztes Freibad Nordhastedt
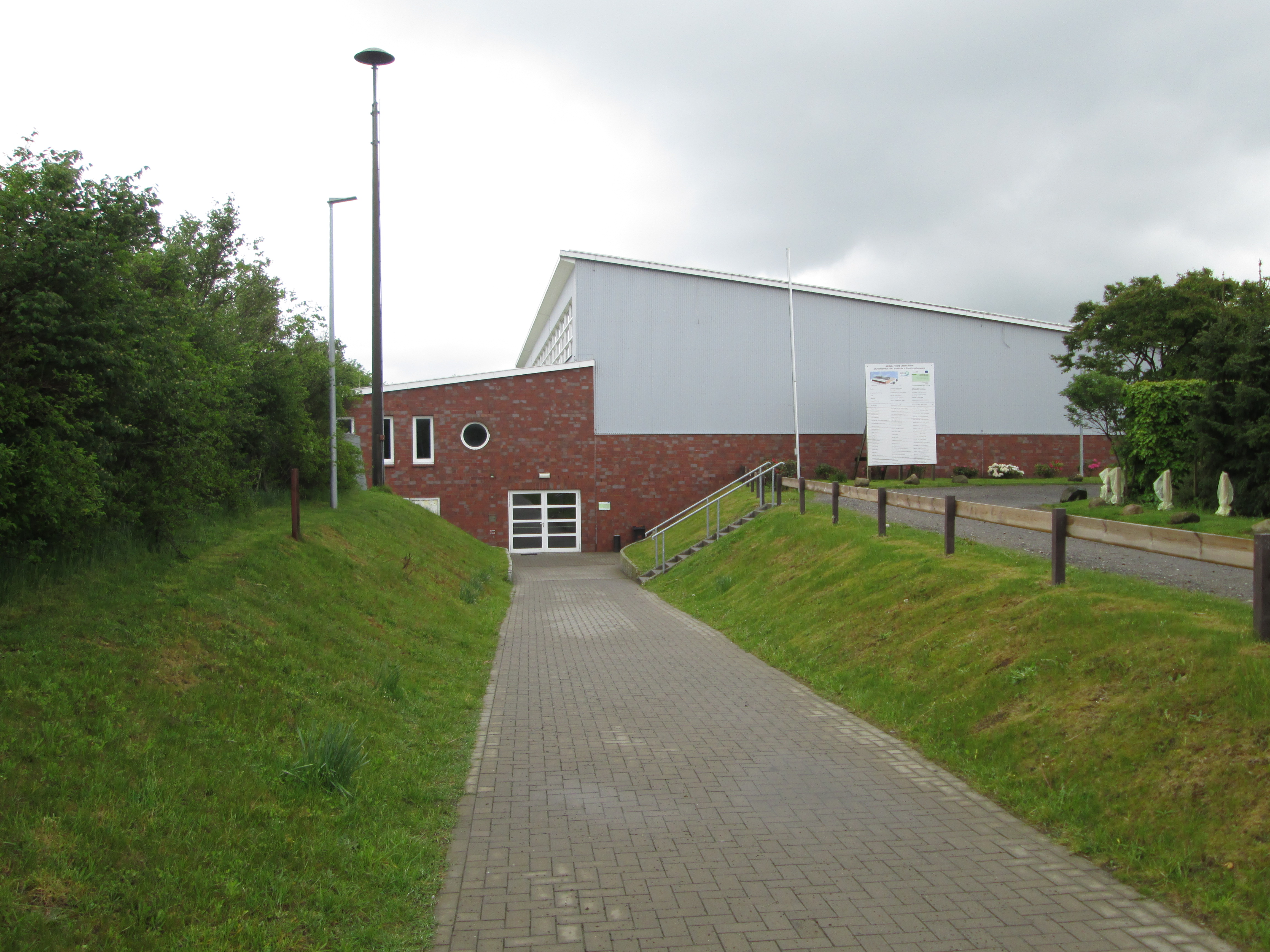
Sport- und Mehrzweckhalle Nordhastedt mit Zuschauertribüne und Wettkampfnormgröße (Mehrfeldhalle)
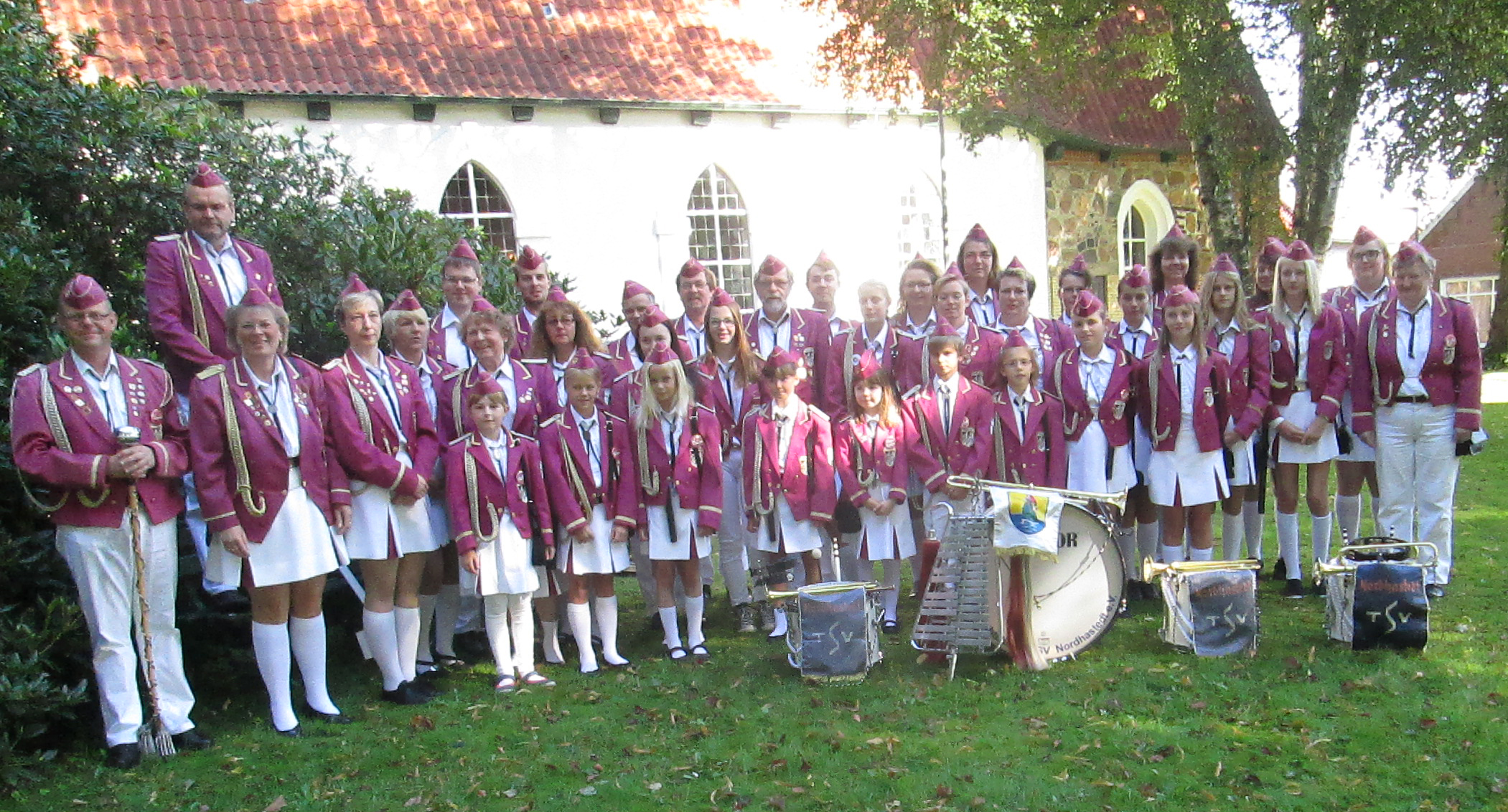
Der Spielmanns- und Fanfarenzug des TSV Nordhastedt (gegr. 1966) trat auch schon bei der Steubenparade in New York auf
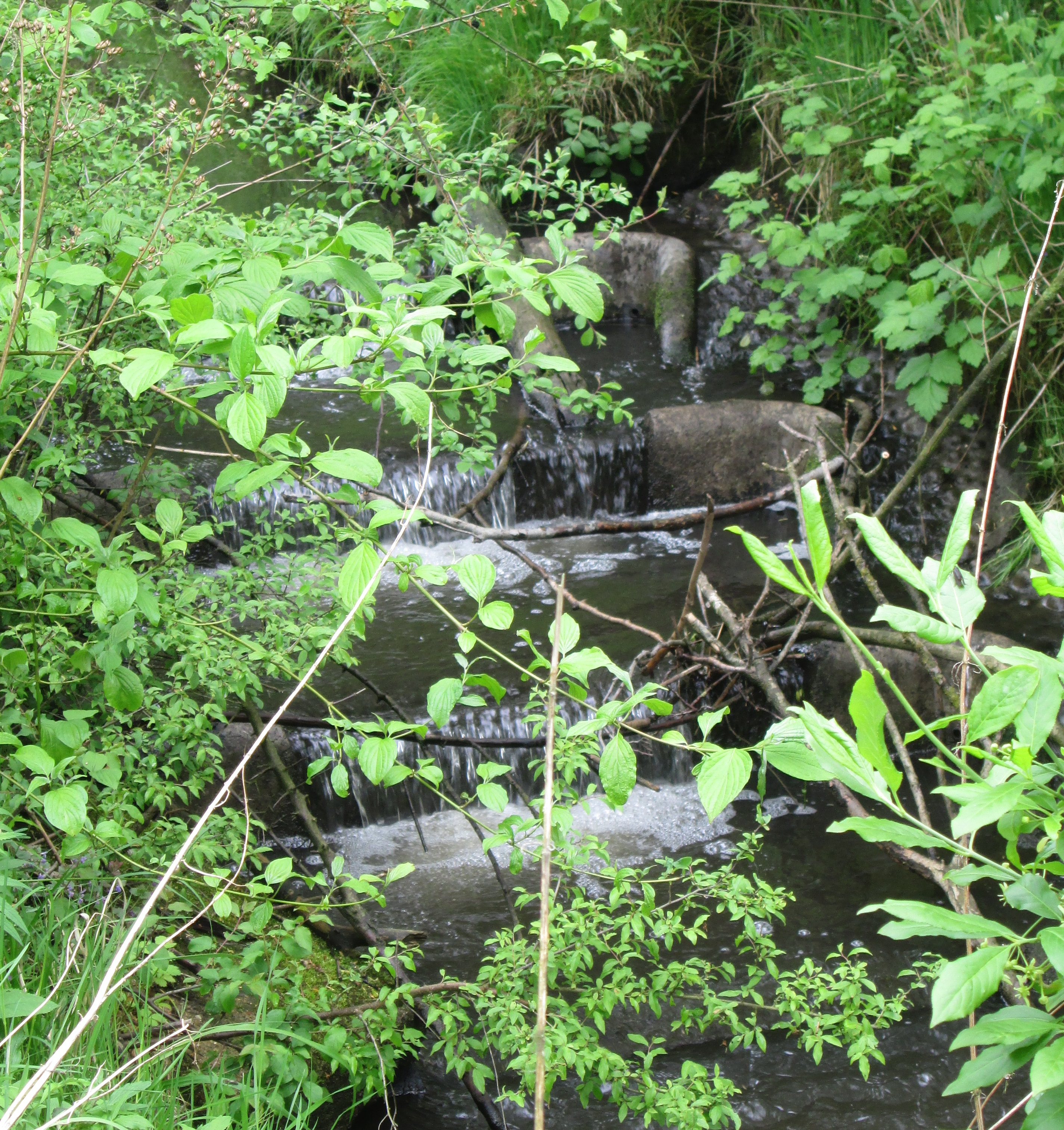
Alte Fischtreppen in Bächen zur Wassermühle Nordhastedt-Westerwohld
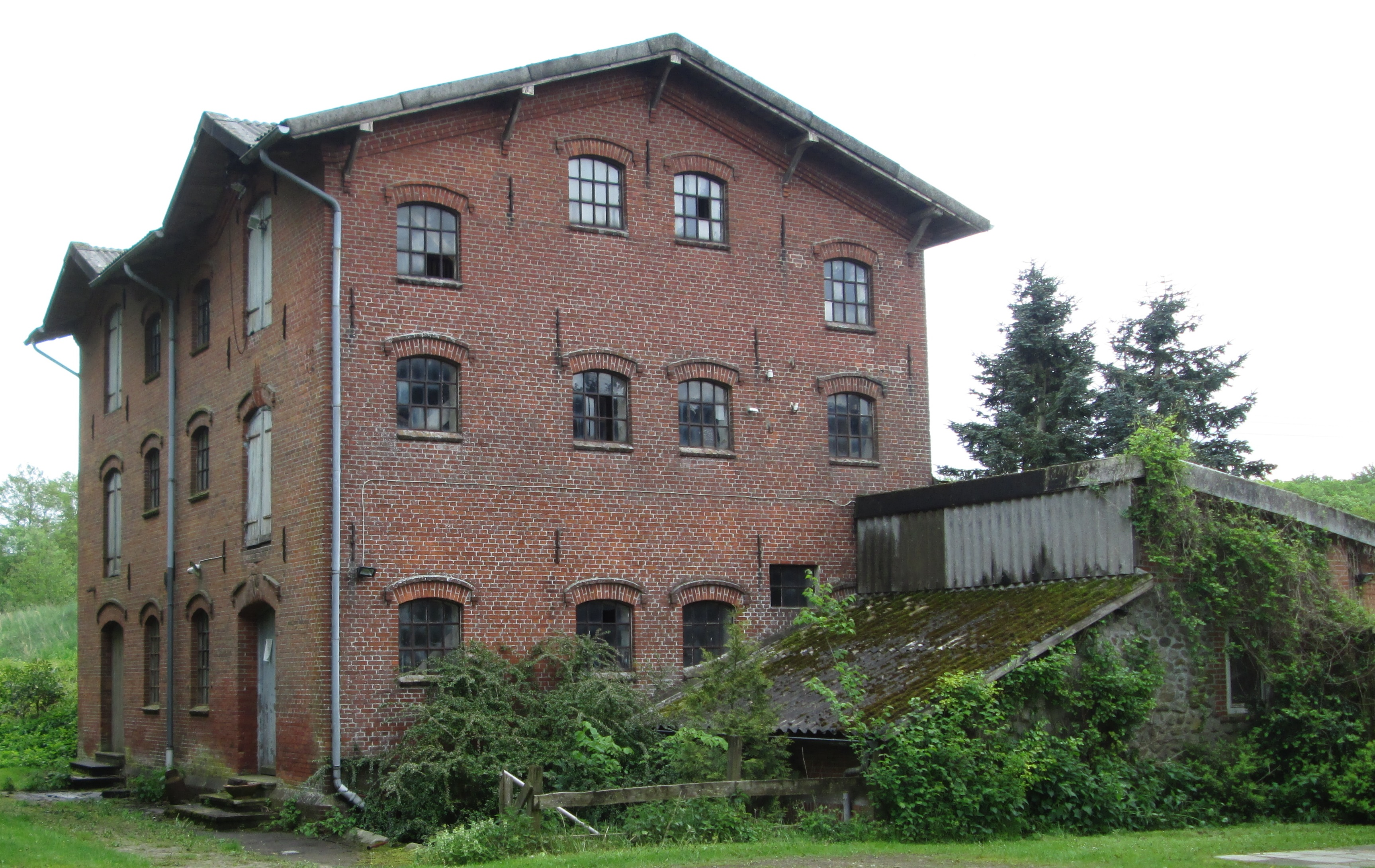
Wassermühle (1652) in Nordhastedt-Westerwohld
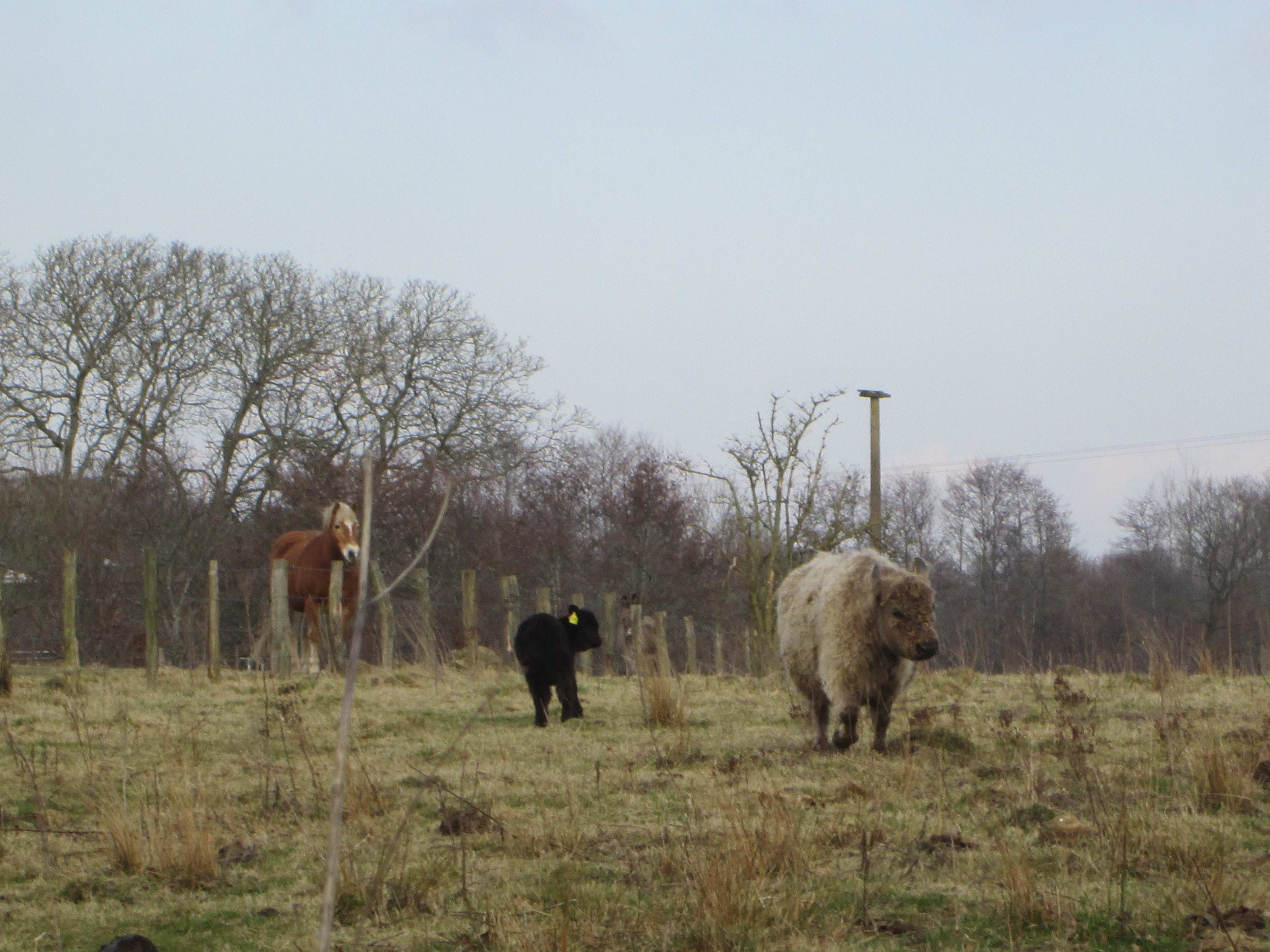
Freilebende Galloway Rinderherde der Stiftung Naturschutz in Nordhastedt-Westerwohld
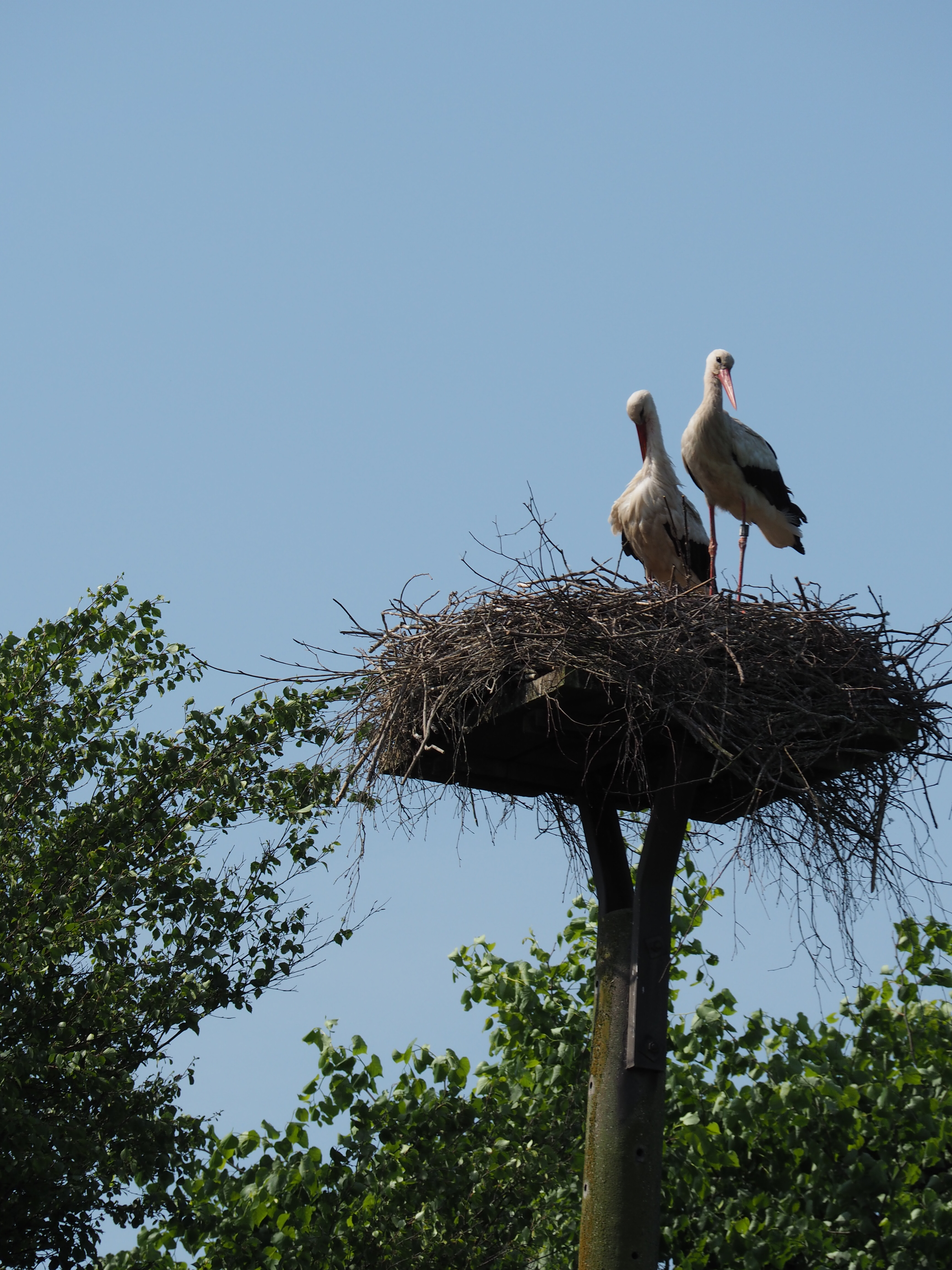
In Nordhastedt und Umgebung nisten viele Störche.
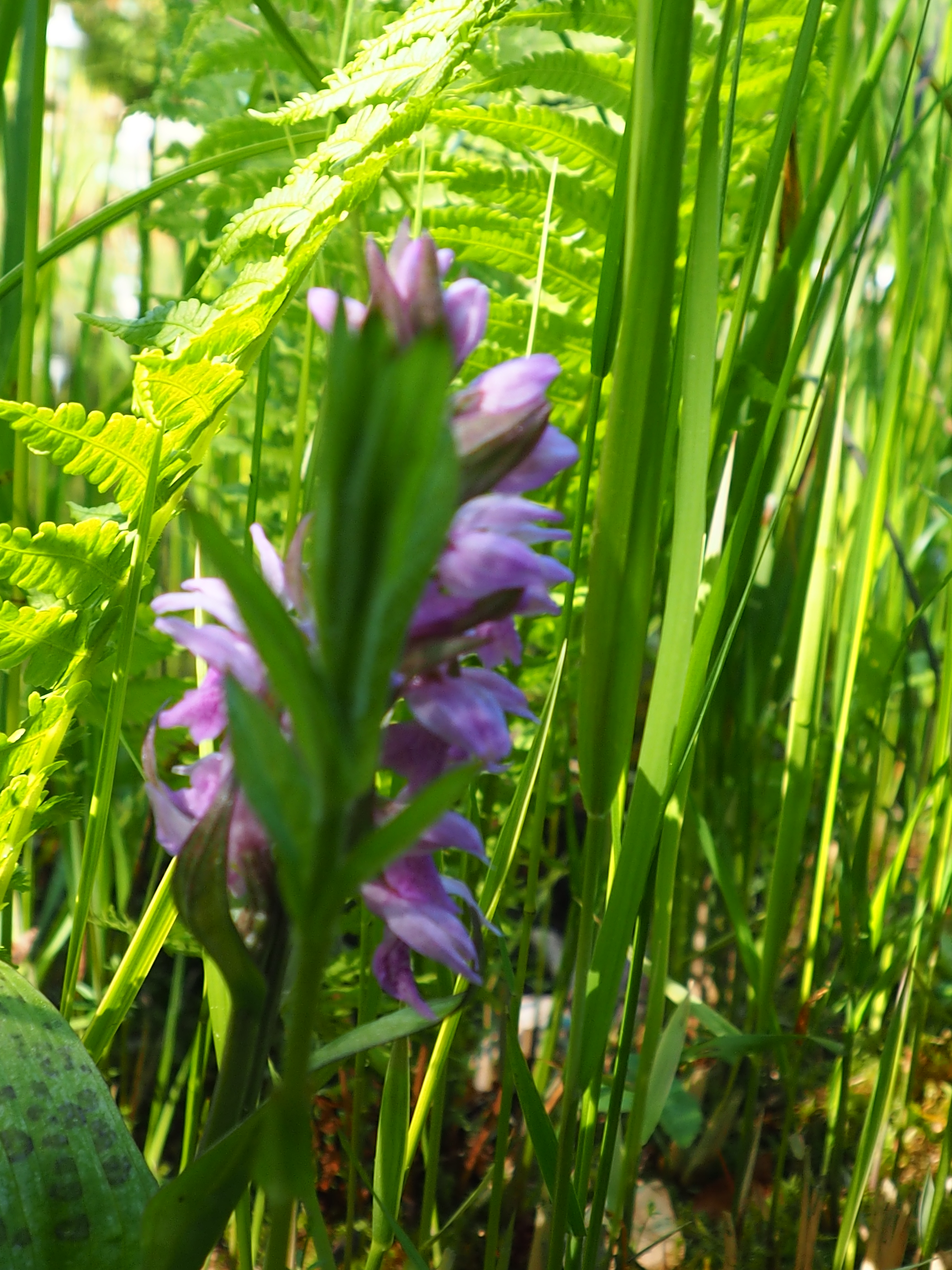
Wilde Orchideen im Waldgebiet Nordhastedt-Westerwohld (Geflecktes Knabenkraut (Dactylorhiza maculata), auch Flecken-Fingerwurz, aus der Familie der Orchideen (Orchidaceae))